# Igreja de Nossa Senhora das Candeias (Candelária)

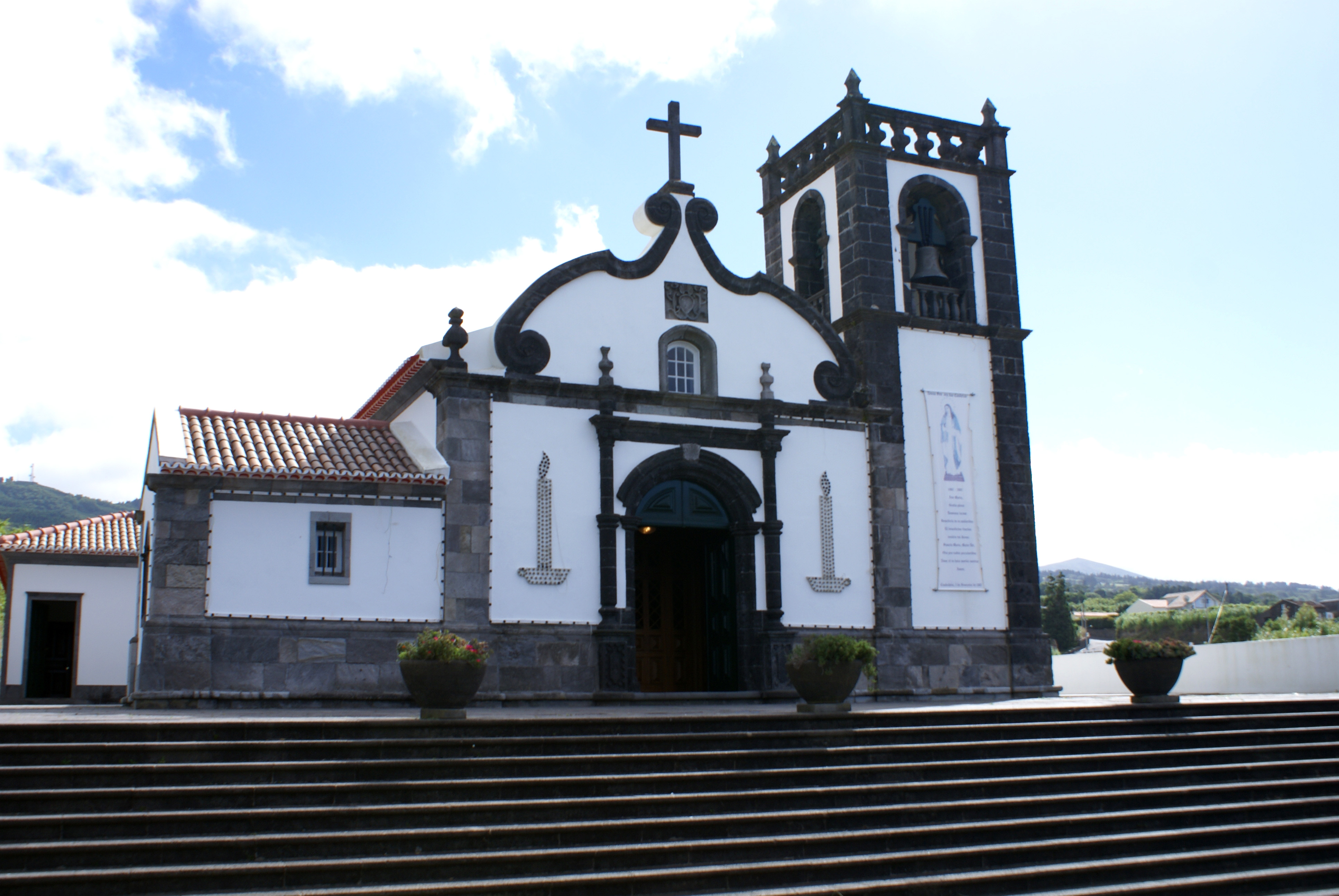
Igreja de Nossa Senhora das Candeias, Fachada.

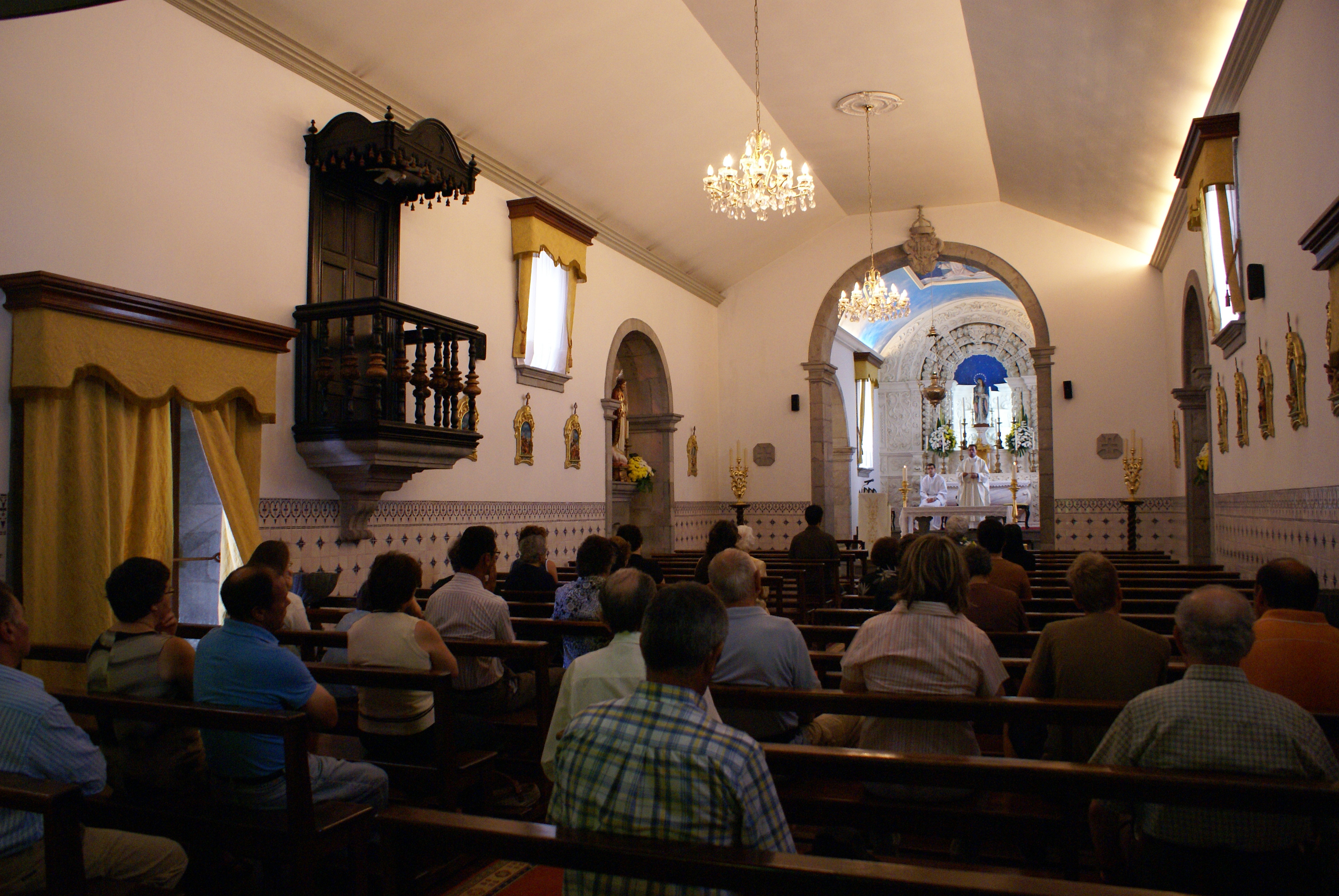
Igreja de Nossa Senhora das Candeias, nave.

A Igreja de Nossa Senhora das Candeias é um templo português localizado na freguesia da Candelária, concelho de Ponta Delgada, ilha de São Miguel, arquipélago dos Açores.
Esta igreja apresenta bom trabalho em cantaria de basalto com acabamentos em alvenaria que foi pintada a branco. É de destacar os trabalhos em pedra efectuados junto das portas, janelas e da torre sineira.
O interior com a imagem de Nossa Senhora das Candeias no altar-mor apresenta bons acabamentos.